# ドゥー・バップ
『ドゥー・バップ』(Doo-Bop) は、アメリカ合衆国のジャズ・トランペット奏者マイルス・デイヴィスの最後のスタジオ・アルバム。本作は、ヒップホップのプロデューサーであるイージー・モー・ビーとともに録音され、デイヴィスの死後1992年6月30日にワーナー・ブラザース・レコードからリリースされた。このアルバムはほとんどの批評家から否定的な評価を受けたが、翌年のグラミー賞では最優秀R&Bインストゥルメンタル・パフォーマンス賞 (Best R&B Instrumental Performance) を受賞した。

## 背景
このプロジェクトは、デイヴィスがニューヨークのアパートで夏場に窓を開け、街頭の音に耳を傾けていたことから始まった。彼は、こうした音を捉えた音楽のアルバムを作りたいと考えたのである。1991年初め、デイヴィスは友人のラッセル・シモンズに電話をして、そうした音楽の創作を手助けできるような、誰が若いプロデューサーを見つけて欲しいと頼み、これがデイヴィスとイージー・モー・ビーの共同作業へとつながった。
1991年にデイヴィスが死去した時点で、アルバム収録曲のうち完成していた楽曲は6曲だけであった。ワーナー・ブラザースは、イージー・モー・ビーに、未発表のトランペット演奏（デイヴィスが RubberBand Session と称していたもの）の一部を使って、マイルスが「きっと気に入るような」トラックを制作することを求めた。このアルバムの中で、こうしてデイヴィスの死後に制作されたトラックは、ライナーノーツによれば「ハイ・スピード・チェイス」と「ファンタジー」である。最後に「ミステリー」のリプリーズが配されて、アルバムは全9トラックの構成となっている。

## リリースと評価
| 専門評論家によるレビュー             | 専門評論家によるレビュー |
| レビュー・スコア                     | レビュー・スコア         |
| 出典                                 | 評価                     |
| ------------------------------------ | ------------------------ |
| Allmusic                             | [ 3 ]                    |
| Down Beat                            | [ 4 ]                    |
| Encyclopedia of Popular Music        | [ 5 ]                    |
| Entertainment Weekly                 | B–                       |
| Los Angeles Times                    | [ 7 ]                    |
| Q                                    | [ 8 ]                    |
| The Rolling Stone Album Guide        | [ 9 ]                    |
| The Penguin Guide to Jazz Recordings | [ 10 ]                   |

アルバムのタイトルは、二つの音楽ジャンル、ドゥーワップとビバップにかけた言葉遊びである。『ドゥー・バップ』は、1992年6月30日にワーナー・ブラザース・レコードからリリースされた。1993年5月時点までに、本作は30万枚ほどが全世界で販売された。このアルバムは、ほとんどの批評家たちから否定的な評価を受けた。グレッグ・テイトは、このアルバムを、デイヴィスの「重要とはいえない (inconsequential) ジャズ・ラップのレコードだとし、『ビルボード』誌はR&Bをベースにしたこのアルバムは、デイヴィスの1970年代のファンクの録音群に比して「同じくらい深く切り込む (quite cut as deeply)」ことになっていないと評した。『エンターテインメント・ウィークリー』誌でグレッグ・サンドウは、デイヴィスのソロは「非の打ち所のない論理性と考え抜かれた技巧 (impeccable logic and wistful finesse)」によって演奏されているが、伴奏はありきたりの客演のラップと、冒険心を欠いたヒップホップのビートであり、『ドゥー・バップ』をただの「エレガントな音の壁紙 (elegant aural wallpaper)」にしていると評した。『ロサンゼルス・タイムズ』紙の批評家ドン・スノーデン (Don Snowden) は、このアルバムが「成功しているのは最初の着想だけ (succeeded only in fits and starts)」で、デイヴィスが初めてヒップホップのトラックを手がけたことは良かったが、「その厳正さ (the rigidity)」は、「厳しくミュートされ、エコーがかけられたトランペットを、ミックスの中の楽器の音色のひとつに過ぎないものとしている (muted-laced-with-echo trumpet to just another instrumental color in the mix)」ように感じると述べた。『インデペンデント』紙のリチャード・ウィリアムズは、このアルバムの各トラックは、環境音楽の影響を受けた1986年のアルバム『TUTU』から退化しており、トランペットの即興演奏も「マイルスの電化以前の演奏からは決して聴かれない、ありふれたリズム感 (a rhythmic banality that was never remotely discernible in Miles's pre-electric playing)」をさらけ出している、と述べた。
肯定的な評価としては、『Q』誌が、『ドゥー・バップ』は「コレクター向けの作品 ... ヒップでセクシー、オープンで、コンプレックスな本作は、1980年代にFM放送向けを選択した彼の作品の中でも最高の出来 (a collector's piece ... as hip, sexy, open and complex as the best of his work since he elected to turn to FM airplay music in the 1980s)」と評した。『Musician』誌は、本作を楽しめるヒップホップのアルバムだとした上で、「モダン・ビートに目覚めた若い耳(younger ears weaned on modern beats)」にとってデイヴィスの音楽への入口となると評価した。『ダウン・ビート』誌でロビン・トレソン (Robin Tolleson) は、デイヴィスのサウンドは、直前の数作に比べて用心深すぎるところが少なく、「彼のフレージングとコンセプトは、一曲一曲鋭く適用されている (his phrasing and concept adapt sharply from tune to tune) と評した。『ドゥー・バップ』は、1993年のグラミー賞で最優秀R&Bインストゥルメンタル・パフォーマンス賞を受賞した。

## トラックリスト
特記のない限り、全作詞・作曲: マイルス・デイヴィス、イージー・モー・ビー。
| #  | タイトル                                          | 作詞・作曲                         | 時間 |
| -- | ------------------------------------------------- | ---------------------------------- | ---- |
| 1. | 「ミステリー / Mystery」                          |                                    | 3:56 |
| 2. | 「ザ・ドゥー・バップ・ソング / The Doo-Bop Song」 |                                    | 5:02 |
| 3. | 「チョコレート・チップ / Chocolate Chip」         | Davis, Easy Mo Bee, Donald Hepburn | 4:41 |
| 4. | 「ハイ・スピード・チェイス / High Speed Chase」   | Davis, Easy Mo Bee, Larry Mizell   | 4:40 |

| #  | タイトル                                         | 作詞・作曲 | 時間 |
| -- | ------------------------------------------------ | ---------- | ---- |
| 5. | 「ブロウ / Blow」                                |            | 5:07 |
| 6. | 「ソンヤ / Sonya」                               |            | 5:32 |
| 7. | 「ファンタジー / Fantasy」                       |            | 4:38 |
| 8. | 「デューク・ブーティ / Duke Booty」              |            | 4:56 |
| 9. | 「ミステリー（リプライズ） / Mystery (Reprise)」 |            | 1:26 |

## パーソネル
ジョージ・コール (George Cole) 著『The Last Miles』 (2007) によるクレジット。
- Miles Davis – トランペット
- デロン・ジョンソン（英語版） – キーボード
- J.R – パフォーマー
- A.B. Money – パフォーマー

技術
- Gordon Meltzer – エグゼクティブ・プロデューサー
- Matt Pierson – エグゼクティブ・プロデューサー
- イージー・モー・ビー – プロデューサー
- Daniel Beroff – エンジニア
- Reginald Dozier – エンジニア
- Zane Giles – エンジニア
- Randy Hall – エンジニア
- John McGlain – エンジニア
- Bruce Moore – エンジニア
- Arthur Steuer – エンジニア
- Kirk Yano – エンジニア
- D'Anthony Johnson – エンジニア、ミキシング
- Eric Lynch – エンジニア、ミキシング
- Robin Lynch – アート・ディレクター
- テッド・ジェンセン – マスタリング

## チャート
| チャート（1992年）                                    | 最高位 |
| ----------------------------------------------------- | ------ |
| アメリカ合衆国 Billboard 200                          | 190    |
| アメリカ合衆国 『ビルボード』トップ・ジャズ・アルバム | 1      |
| アメリカ合衆国 『ビルボード』Top R&B/Hip-Hop Albums   | 28     |

## 認定と売上
| 国/地域                    | 認定 | 認定/売上数 |
| -------------------------- | ---- | ----------- |
| ドイツ (BVMI)              | Gold | 10,000^     |
| アメリカ合衆国             |      | 276,000     |
| 概要                       |      |             |
| 全世界                     |      | 300,000     |
| ^ 認定のみに基づく出荷枚数 |      |             |

## 関連文献
- Cole, George (n.d.). “Interview: Easy Mo Bee: The Doo-Bop Remix Project”.   TheLastMiles.com. 2021年7月11日閲覧。
- Moon, Tom (1993年3月14日). “Mixing Hip-hop & Jazz Rappers Are Improvising. And Jazz Artists Are Picking Up The Beat. Is It A Fad Or The Future?”. The Philadelphia Inquirer